# AliExpress
AliExpress je kineska internetska trgovina koja omogućava poduzećima iz Kine i drugih zemalja prodaju proizvoda međunarodnim kupcima putem interneta. Platforma je u vlasništvu Alibaba Group, jednog od najvećih svjetskih konglomerata u elektroničkoj trgovini.
Pruža pristup širokom spektru proizvoda, uključujući odjeću, elektroniku, kućanske aparate, kozmetiku i još mnogo toga. Korisnici mogu naručivati proizvode izravno od proizvođača, što često omogućava niže cijene u usporedbi s lokalnim trgovinama.
Za razliku od mnogih drugih platformi za internetskih trgovina, poput Amazona, AliExpress ne prodaje proizvode izravno, već djeluje kao posrednik između prodavača i kupaca, slično kao eBay. Prodavači su obično neovisni poduzetnici ili mala poduzeća, koja koriste AliExpress za dosezanje globalne publike.
AliExpress je izuzetno popularan na tržištima izvan Kine, posebno u Rusiji, gdje je jedna od najposjećenijih web stranica te u Brazilu, gdje se ubraja među deset najposjećenijih internetskih trgovina. Platforma je dostupna na više jezika, uključujući engleski, španjolski, francuski i ruski, čime se dodatno olakšava kupovina na globalnom tržištu. Također, nudi različite oblike zaštite kupaca, poput povrata novca u slučaju da proizvod ne stigne ili ne odgovara opisu, čime nastoji izgraditi povjerenje kod svojih korisnika. 

## Unutarnje poveznice
- eBay
- Amazon
- Temu

## Vanjske poveznice
- Službena stranica